# Wardersee (Kreis Rendsburg-Eckernförde)
Der Wardersee ist ein See im Nortorfer Land im Kreis Rendsburg-Eckernförde im deutschen Bundesland Schleswig-Holstein südlich der Ortschaft Warder. Der See gehört zum Naturpark Westensee und ist nicht mit dem Wardersee im Kreis Segeberg zu verwechseln. Der See ist ca. 55 ha groß und bis zu 9,2 m tief. Er ist direkt mit dem weiter östlich gelegenen Brahmsee verbunden. In Orientierung an der Europäischen Wasserrahmenrichtlinie handelt es sich bei beiden Seen um kalkreiche, ungeschichtete Gewässer mit großem Einzugsgebiet (Typ 11).
Die Badewasserqualität der Badestelle in Warder entspricht den Anforderungen der EU-Richtlinie für das Prädikat "Ausgezeichnete Qualität" (Stand: Januar 2011).
Der Badesee bietet einen Imbiss, Kiosk sowie Sanitäranlagen. Ebenfalls sind ein Badesteg und Ponton vorhanden.